# Nomada unispinosa
Nomada unispinosa är en biart som beskrevs av Schwarz 1981. Nomada unispinosa ingår i släktet gökbin, och familjen långtungebin. Inga underarter finns listade i Catalogue of Life.